# Bradley Cooper (lekkoatleta)
Tyrone Bradley Thomas Cooper (ur. 30 czerwca 1957) – bahamski lekkoatleta, specjalista rzutu dyskiem i pchnięcia kulą, medalista igrzysk panamerykańskich i igrzysk Wspólnoty Narodów, dwukrotny olimpijczyk.

## Kariera sportowa
Jako junior zdobył srebrny medal w rzucie dyskiem na CARIFTA Games w 1975 w Hamilton, a na CARIFTA Games w 1976 w Nassau zwyciężył w pchnięciu kulą i rzucie dyskiem.
Startując w rywalizacji seniorów zdobył brązowy medal w rzucie dyskiem na mistrzostwach Ameryki Środkowej i Karaibów w 1977 w Xalapa-Enríquez i również brązowy medal w tej konkurencji na igrzyskach Ameryki Środkowej i Karaibów w 1978 w Medellín.
Zdobył srebrny medal w rzucie dyskiem (przegrywając jedynie z Borysem Chambulem z Kanady, a wyprzedzając innego Kanadyjczyka Roberta Graya) oraz zajął 12. miejsce w pchnięciu kulą na igrzyskach Wspólnoty Narodów w 1978 w Edmonton. Na mistrzostwach Ameryki Środkowej i Karaibów w 1979 w Guadalajarze wywalczył srebrne medale w pchnięciu kulą i w rzucie dyskiem.
Zdobył srebrny medal w rzucie dyskiem (za Macem Wilkinsem ze Stanów Zjednoczonych, a przed Luisem Delísem z Kuby) oraz zajął 8. miejsce w pchnięciu kulą na igrzyskach panamerykańskich w 1979 w San Juan. Również srebrne medale w rzucie dyskiem wywalczył na mistrzostwach Ameryki Środkowej i Karaibów w 1981 w Santo Domingo i na igrzyskach Ameryki Środkowej i Karaibów w 1982 w Hawanie.
Zdobył złoty medal w rzucie dyskiem (przed Kanadyjczykami Robertem Grayem i Bishopem Dolegiewiczem) na igrzyskach Wspólnoty Narodów w 1982 w Brisbane, a także na mistrzostwach Ameryki Środkowej i Karaibów w 1983 w Hawanie. Zajął 12. miejsce w tej konkurencji na mistrzostwach świata w 1983 w Helsinkach. Ponownie zdobył srebrny medal na igrzyskach panamerykańskich w 1983 w Caracas, przegrywając z Delísem, a wyprzedzając innego Kubańczyka Juana Martíneza]. Odpadł w kwalifikacjach na igrzyskach olimpijskich w 1984 w Los Angeles. Na mistrzostwach Ameryki Środkowej i Karaibów w 1985 w Nassau wywalczył brązowy, a na igrzyskach Ameryki Środkowej i Karaibów w 1986 w Santiago de los Caballeros srebrny medal w rzucie dyskiem.
Po raz trzeci zdobył srebrny medal na igrzyskach panamerykańskich w 1987 w Indianapolis, ponownie przegrywając z Delísem, a wyprzedzając Randy’ego Heislera ze Stanów Zjednoczonych. Zajął 10. miejsce na mistrzostwach świata w 1987 w Rzymie. Odpadł w kwalifikacjach na igrzyskach olimpijskich w 1988 w Seulu. Na igrzyskach Wspólnoty Narodów w 1990 w Auckland zajął 4. miejsce, a na igrzyskach Wspólnoty Narodów w 1994 w Victorii 9. miejsce
Cooper był akademickim mistrzem USA (NCAA) w rzucie dyskiem w 1979.
Rekord życiowy Coopera w rzucie dyskiem wynosił 67,10 m, ustanowiony 14 czerwca 1986 w Nassau. Jest to do tej pory (2018) rekord Bahamów.